# Pleiokorm
Pleiokorm, auch Pleiokormstauden, werden ausdauernde Pflanzen genannt, deren Hauptwurzel erhalten bleibt und die Erneuerungsknospen im Umkreis des Wurzelhalses liegen. Auch wenn sprossbürtige Wurzeln gebildet werden, kommt es nicht zur Aufteilung in einzelne Ramete.